# Chlamydomonas neinhardii
Chlamydomonas neinhardii là một loài tảo trong họ Chlamydomonadaceae, thuộc chi Chlamydomonas.